# Inspire (chanson)
 (avril 2023).
- Si vous ne connaissez pas le sujet, laissez ce bandeau (vous pouvez alors contacter les auteurs).
- Si vous supprimez le contenu mis en cause (vous pouvez préalablement contacter les auteurs),

argumentez précisément cette suppression dans la page de discussion
(un manque de référence n'est pas un argument ; une recherche réelle de référence doit avoir été effectuée, être formellement documentée).
 (mars 2023).
Si vous disposez d'ouvrages ou d'articles de référence ou si vous connaissez des sites web de qualité traitant du thème abordé ici, merci de compléter l'article en donnant les références utiles à sa vérifiabilité et en les liant à la section « Notes et références ».
Singles de Ayumi Hamasaki
Moments
(2004) Carols
(2004)
Inspire (écrit en capitales : INSPIRE) est le 33e single original de Ayumi Hamasaki sorti sous le label Avex Trax, excluant ré-éditions, remixes, et son tout premier single.

## Présentation
Le single sort le 28 juillet 2004 au Japon sous le label Avex Trax, produit par Max Matsuura. Il sort quatre mois après le précédent single de la chanteuse : Moments. Il atteint la 1re place du classement de l'Oricon. Il se vend à 181 325 exemplaires la première semaine, et reste classé pendant 15 semaines, pour un total de 329 145 exemplaires vendus durant cette période. C'est le deuxième single de la chanteuse à sortir aussi en version "CD+DVD", avec un DVD supplémentaire contenant les clips vidéo des deux chansons du disque ; celui de la chanson-titre a été filmé à Los Angeles, en Californie.
Le disque contient quatre titres : deux chansons inédites et leurs versions instrumentales. La chanson-titre a été utilisée comme thème musical pour une émission de Fuji TV consacrée au musée Guggenheim, tandis que l'autre chanson, Game, a servi de thème musicale pour une campagne publicitaire pour la marque Panasonic. Elles figureront sur l'album My Story qui sortira cinq mois plus tard.
Le titre Inspire figurera aussi sur les compilations A Best 2: White de 2007 et A Complete: All Singles de 2008, et sera remixé sur les albums Ayu-mi-x 6 Gold de 2008 et ayu-mi-x 7 presents ayu-ro mix 4 de 2011. Le titre Game figurera sur la compilation A Best 2: Black de 2007 ; il sera ré-arrangé acoustiquement pour l'album My Story Classical de 2005, et sera également remixé sur l'album Ayu-mi-x 6 Silver de 2008.

## Liste des titres
Toutes les paroles sont écrites par Ayumi Hamasaki.
| 1. | Inspire "Original Mix" (INSPIRE...)                | Yukumi Tetsuya | 4:33 |
| 2. | Game "Original Mix" (GAME...)                      | Bounceback     | 4:16 |
| 3. | Inspire "Original Mix" (instrumental) (INSPIRE...) | Yukumi Tetsuya | 4:33 |
| 4. | Game "Original Mix" (instrumental) (GAME...)       | Bounceback     | 4:13 |

| 1. | Inspire (vidéo clip) |  |
| 2. | Game (vidéo clip)    |  |